# TPMS

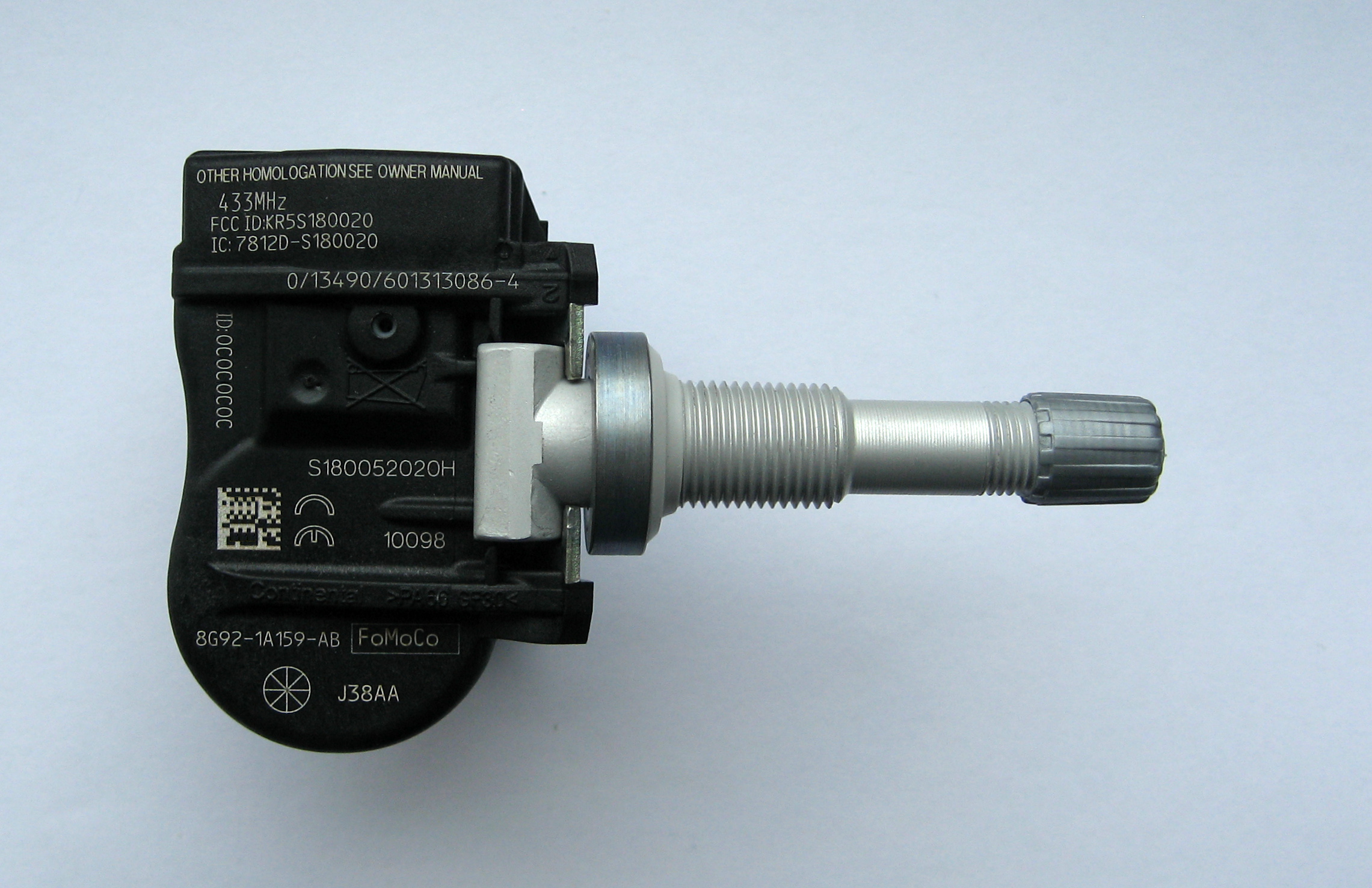
Czujnik TMPS montowany w kole samochodu

TPMS (Tire Pressure Monitoring System) – system monitorujący ciśnienie w oponach. Od 2014 roku jest obowiązkowym wyposażeniem samochodów sprzedawanych na terenie Unii Europejskiej.

## Rodzaje systemów
Ze względu na sposób określania spadku ciśnienia w oponie, wyróżnia się układ bezpośredni i pośredni.
Bezpośredni
System bezpośredni przesyła informacje do komputera pokładowego drogą radiową z czujników umieszczonych na wewnętrznej stronie każdej felgi każdego koła. Dzięki temu możliwe jest także pozyskanie informacji o temperaturze opon. Wadą tego systemu jest to, że wymaga on aby każde koło było wyposażone w czujnik. Zaletą jest dokładny pomiar ciśnienia.
Czujniki ciśnienia mogą być umieszczone wewnątrz opony, wówczas są zazwyczaj zintegrowane z zaworem. Czujniki zewnętrzne są umieszczone na zaworze co nie utrudnia wymiany opon, a usunięcie lub przeprogramowanie czujnika nie wymaga dodatkowych narzędzi i specjalistycznej obsługi.
Pośredni
W systemie pośrednim nie ma dodatkowych czujników, układ nie mierzy ciśnienia w oponach lecz określa spadek ciśnienia na podstawie impulsów z czujników określających obroty kół, używanych w systemach ESP i ABS. Koło z mniejszym ciśnieniem powietrza w oponie ma mniejszy promień i kręci się szybciej co jest wykrywane. System ten wymaga jedynie dodatkowego oprogramowania wykorzystującego dane z układu ABS. Jest tani i efektywny ale nie podaje dokładnego ciśnienia w oponie. System może dawać nieprawidłowe informacje podczas jazdy w trudnych warunkach atmosferycznych np. niskiej temperatury, czy opadów, oraz przy różnych oponach.

## Korzyści z TPMS
TPMS umożliwia wykrycie spadku ciśnienia w oponach. Dzięki temu unika się jeżdżenia samochodem ze zbyt małym ciśnieniem bądź uszkodzoną oponą. Właściwe ciśnienie w oponach ma wpływ na:
1. Poprawa stabilności toru jazdy i hamowania pojazdu – niedopompowane opony łatwiej tracą przyczepność na wodzie (tzw. hydroplaning), wydłuża się droga hamowania, pojazd jest niestabilny na zakrętach.
2. Przedłużenie żywotności opon – niedopompowane opony zużywają się szybciej i nierównomiernie, a w przypadku znacznej utraty ciśnienia, nawet jazda na krótkim odcinku niszczy oponę.
3. Zmniejszenie zużycia paliwa – Niedopompowane opony powodują wzrost oporów toczenia a tym samym straty paliwa.
4. Zmniejszenie kosztów utrzymania i pracy – redukcja kosztów związanych z serwisowaniem opon i kontrolą ciśnienia.